# Dorysthenes sternalis
Dorysthenes sternalis är en skalbaggsart som först beskrevs av Leon Fairmaire 1902.  Dorysthenes sternalis ingår i släktet Dorysthenes och familjen långhorningar.
Artens utbredningsområde är Nepal. Inga underarter finns listade i Catalogue of Life.